# Уссурийский локомотиворемонтный завод
Уссурийский локомотиворемо́нтный завод — завод по ремонту локомотивов, расположенный в городе Уссурийске Приморского края. Филиал АО «Желдорреммаш».

## История
Предприятие основано в 1895 году как Главные железнодорожные мастерские Уссурийской железной дороги.
В 1930 году название было преобразовано в Ворошиловский паровозовагоноремонтный завод.
После реконструкции в 1957 году предприятие перешло на ремонт магистральных паровозов, а с 1972 года начало переход на обслуживание тепловозов. В 1974 году стены комбината покинул последний отремонтированный локомотив с паровым двигателем. И в этом же году предприятие получило название – Уссурийский локомотиворемонтный завод (УЛРЗ).
В разное время УЛРЗ ремонтировал тепловозы серий ТЭ3, 2ТЭ10Л, 2ТЭ10В, 2ТЭ10М, 3ТЭ10М, 4ТЭ10С, 2ТЭ10У, М62, 2М62, ТЭП70, ТЭМ7, ТЭМ2, 2М62У, ДМ62, ТЭМ7А, ТГ16.
В конце 1990-х годов завод предпринимал попытку ремонта электровозов серии ВЛ80С, но в 2000 году было принято решение о сохранении специализации именно на ремонте тепловозов. Решено сделать упор на более детальном освоении видов восстановления локомотивов - модернизации с продлением срока службы, замене устаревших двухтактных дизелей новыми четырехтактными семейства Д49 и другими востребованными доработками.
С 2000 по 2015 годы на предприятии проводился капитальный ремонт с продлением срока службы тепловозов типа ТЭ10.
В 2002 году началось освоение капитального ремонта тепловозов типа ТЭМ2 с заменой дизеля, который выполнялся на заводе до 2004 г.
С 2007 по 2015 годы на заводе производилась замена дизелей 14Д40 на 5-26ДГ на локомотивах типа М62.
В 2009-2011 гг. осуществлялась модернизация крайних секций тепловозов 2М62У в односекционные – двухкабинные локомотивы по заказу ОАО "РЖД".
С 2006 по 2013 годы завод выполнял преобразование двухсекционных тепловозов 2ТЭ10М в трехсекционные, с включением с состав локомотива полноценной проходной бустерной секции.
В 2009 году был освоен ремонт тепловозов ТЭП70, первым отремонтированным тепловозом стал ТЭП70-0474 Северной железной дороги. В 2012 году восстановление заводом этой серии локомотивов было прекращено.
В 2010 году на предприятии началась модернизация тепловозов ТГ16[1], которая продолжалась вплоть до 2012 года.
В настоящее время УЛРЗ осуществляет капитальный ремонт локомотивов серии ТЭ10 в/и, ТЭМ-2, ТЭМ-7(ТЭМ-7А), средний ремонт ТЭМ18ДМ. В процессе освоения находится тепловоз 2ТЭ25А «Витязь».
Уссурийский ЛРЗ состоит из восьми цехов (локомотивосборочный, колесный, литейный, комплектовочный, аппаратный, слесарно-заготовительный, механообрабатывающий и тележечный) и восьми крупных участков – разборки и мойки тепловозов, редукторный, инструментальный, гальванический, литейный, ремонтно-строительный и ремонтный, энергетический и автотранспортный.
Кроме того, предприятие ремонтирует пять серий главных генераторов (ГП311, ГП312, ГП300, АСТГ, ГС515) и шесть серий тяговых электродвигателей (ЭД-118А, ЭД-118Б, ЭД-120, ЭД-121, ЭДу-133, АД-917), ведет полное освидетельствование и новое формирование колесных пар.
УЛРЗ имеет сертификаты на выпуск локомотивных колесных пар и чистовых осей, цилиндрических винтовых пружин для подвижного состава железных дорог, колес зубчатых цилиндрических тяговых передач железнодорожного подвижного состава, центров колесных литых, тифонов Т-37 и воздушных резервуаров.
Уссурийский ЛРЗ эффективно развивает литейно-механическое производство, в рамках которого ведется изготовление литых, кованных и штампованных деталей, резинотехнических изделий, деталей из стеклопластиков.

## Интересные факты
В 90-х годах XX века заводом выпускались свои денежные суррогаты: товарные чеки с портретом Н. Н. Муравьева-Амурского.

## Галерея
- Депо сдачи. Тепловозы серии 2ТЭ10У
- Локомотивосборочный цех Уссурийского ЛРЗ
- Мемориал «Памяти работников локомотиворемонтного завода, погибших в годы Гражданской и Великой Отечественной войн»

## Тепловозы, ремонтируемые на УЛРЗ в различные годы
- 2ТЭ10У
- М62
- ТЭМ2
- ТЭМ7А
- ТЭП70
- ТГ16